# 格呂克王國
格呂克王國（日语： Guryukku Ōkoku），是日本北海道帶廣市一個已經關閉的主題樂園，佔地面積約10萬平方公尺，靈感來自格林童話和中世紀德國的街道。1989年開園，由於虧損問題，公園在2003年暫停營業，直到2007年正式閉園。

## 開園與經營
格呂克王國建在帶廣機場附近，目的之一是在泡沫景氣的背景下通過旅遊業振興帶廣市。當時，北海道的傳統工業衰落，日本國鐵的廣尾線被廢除就是象徵。Zenrin Leisure Land的總裁在歐洲之行中訪問了德國，他對該國美麗的風景環境以及德國人的禮儀有深刻的印象。因此，他決定開發以德國為主題的主題樂園。
格呂克王國的主題是中世紀德的德國街道。為了實現「格林童話」裡的世界，樂園參照德國黑森州和下薩克森州的建築，建造了一些全尺寸的建築。來自德國的瓦工用德國的原料和技藝重建了德國15至17世紀的半木結構房屋。此外，園內還有許多與德國有關的雕像。樂園有八米高的不來梅羅蘭雕像、閔希豪森男爵噴泉和不來梅樂隊雕像。
樂園於1989年7月1日開業。按照慣例，除酒店外，樂園10月底暫停開放，直至旅遊旺季的4月初才恢復運營。
1990年，樂園啟用了旋轉鞦韆。1992年8月2日，「城堡酒店」開業。比克堡城堡是在中世紀德國最著名的城堡之一，而城堡酒店則完整還原了比克堡的內部和及其壁畫。
1990年，樂園約有74萬遊客到訪，1991年和1992年都有70萬遊客。然而，此後遊客數量不斷減少，1997年，遊客數量下降到每年約30萬人次。在截至1996年12月的財政年度，Zenrin Leisure Land的收入比前一年減少了約20.1%，達到約6.57億日圓，虧損約4.63億日圓。

## 停業與閉園
財政虧損後，公園也想方法增加收入。1998年1月，當時正在新德町建設攝影設備組裝廠的公司J-Way與Zirin Leisure Land簽署了一份諒解備忘錄，計劃在公園東側約14,900平方公尺的場地上開設一個建築面積為14,200平方公尺的室內游泳池「藍色夏威夷」，並與公園一起運營。這是一個擁有四大、四小溫水游泳池的設施，其原型是「藍色橫濱」。這是一個配備了造浪設備的大型室內游泳池設施，由NKK（今JFE控股）於1992年6月在橫濱開設。
除此之外，在2000年，樂園與五十嵐優美子會合作，開設「五十嵐優美子藝術館」。公園也出借場地予劇組拍攝電視劇、電影以增加其收入。
2003年，由於比克堡城堡外牆等設施設備需要維修，樂園的復業時間推遲到7月1日。
為了籌集資金，Zenrin Leisure Land與東京的一家投資公司談判，以租賃樂園城堡酒店的一部分來提供抗衰老治療。同時，公司也尋求將游樂場設備免費租給遊樂場設備製造商，公司只經營酒店的一部分。
然而，這些談判失敗了。到同年6月24日，公司取消了7月1日重新開放樂園的計劃。同年7月18日，公司宣布不尋求在本年重新開放樂園，公司的目標是在2004年5月重新開業。
公司為2004年開業而尋求投資談判，然而由於找不到新的贊助商，公園一直處於關閉狀態，直到2007年2月5日正式關閉。
關閉後，土地和建築無人問津，一直閒置。2011年8月，由於「廢墟熱」，公園出現了非法入侵和盜竊問題。有外國投資者計劃在該地開發一家酒店，但這些計劃在雷曼兄弟公司倒閉後被放棄了。目前業主沒有改造樂園，任其閒置，大型建築和摩天輪截至2020年仍然存在。

## 在流行文化中
樂園還原的德國建築，成為諸多影片的取景地。日本樂團THE YELLOW MONKEY的歌曲《玫瑰色的日子》MV就在樂園內取景。此外，Do As Infinity的歌曲《深邃森林》MV也在園內取景。而歌手YUKI歌曲《STARMANN》，更是在閉園後荒廢的樂園內取景。

## 外部連結
- YouTube上的バラ色の日々MV，於格呂克王國取景
- YouTube上的1997年遊客拍攝的影片